# Zamach w Islamabadzie (20 września 2008)
Zamach bombowy w Islamabadzie – zamach, który miał miejsce 20 września 2008 o godzinie 19:56 czasu miejscowego (15:56 czasu polskiego) przed hotelem Marriott. W wyniku wjechania ciężarówki w bramę hotelu i wysadzenia się w powietrze przez zamachowca-samobójcę zginęły 54 osoby, a 266 zostało rannych. 
Wśród ofiar byli cudzoziemcy. Domniemanymi organizatorami zamachu są talibowie lub Al-Ka’ida. W zamachu zginął ambasador Czech w Pakistanie, Ivo Žďárek. Prezydent Asif Ali Zardari zdecydowanie potępił zamach w orędziu.

## Narodowości ofiar zamachu
| Kraj              | Liczba ofiar |
| ----------------- | ------------ |
| Pakistan          | 47           |
| Stany Zjednoczone | 3            |
| Czechy            | 1            |
| Dania             | 1            |
| Egipt             | 1            |
| Wietnam           | 1            |
| Razem             | 54           |